# Frades de la Sierra
Frades de la Sierra es un municipio y localidad española de la provincia de Salamanca, en la comunidad autónoma de Castilla y León. Se integra dentro de la comarca de Guijuelo y la subcomarca de Entresierras (Alto Alagón). Pertenece al partido judicial de Béjar.
Su término municipal está formado por las localidades de Frades de la Sierra y Navarredonda de Salvatierra, ocupa una superficie total de 28,30 km² y según los datos demográficos recogidos en el padrón municipal elaborado por el INE en el año 2017, cuenta con 200 habitantes.
Entre sus atractivos se encuentra la casa donde nació el poeta José María Gabriel y Galán, que puede visitarse. 
Forma parte de la ruta del Jamón Ibérico pues se sitúa en la merecida zona con denominación de origen Guijuelo. Posee 3 mataderos con tienda de carnicería y un centro de tratamiento y tienda de pieles, así como establecimientos de restauración y un museo del molino.
En su término municipal se encuentra situado parte del parque eólico de Las Dueñas, con 31,46 MW instalados.

## Historia
Su origen es antiquísimo, considerándose ya remota en la época romana en la que Tholomeo incluye Frades en sus cartas geográficas con el nombre de Tulciae Salmantinae. En la Edad Media, Alfonso IX de León la reconquistó definitivamente, integrándolo en el cuarto de Corvacera de la jurisdicción de Salamanca, dentro del Reino de León, denominándose entonces "Fradres". Más tarde Alfonso X el Sabio le dio en franquicias y título de lealtad por la ayuda que le prestaron sus hijos en la conquista del reino de Murcia. Los Reyes Católicos les dieron muchos privilegios entre ellos el importante del Fuero Real, por el que Frades quedó libre de todo señorío siendo incorporado a la corona. En la guerra de la independencia se distinguió formando parte de las guerrillas montadas salmantinas que tan justa fama alcanzaron. Con la creación de las actuales provincias en 1833, Frades de la Sierra quedó integrado en la provincia de Salamanca, dentro de la Región Leonesa. En 1870 nació en esta localidad el insigne José María Gabriel y Galán, poeta en español y asturleonés. El 2 de julio de 1916, la localidad cambió su denominación oficial de Frades por la de Frades de la Sierra.

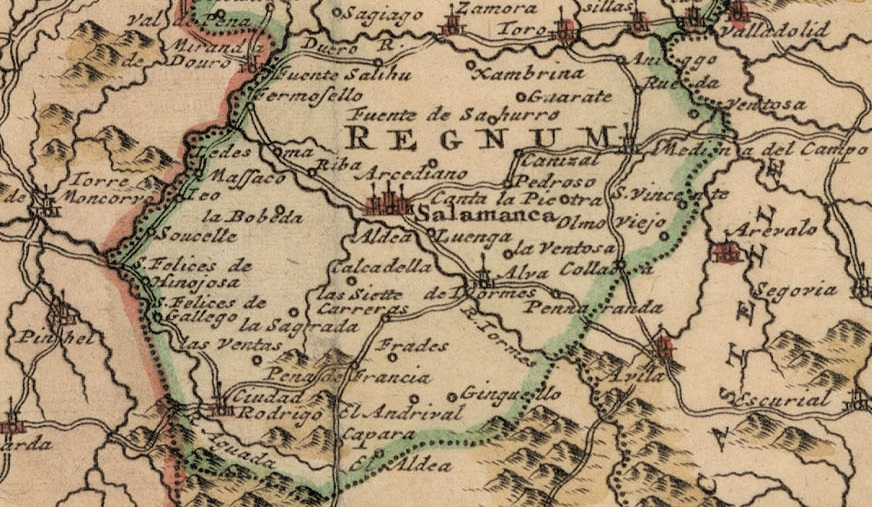
Detalle del mapa Nouvelle Carte d'Asturie, Galice et Leon, de principios del, en que se puede observar Frades de la Sierra.

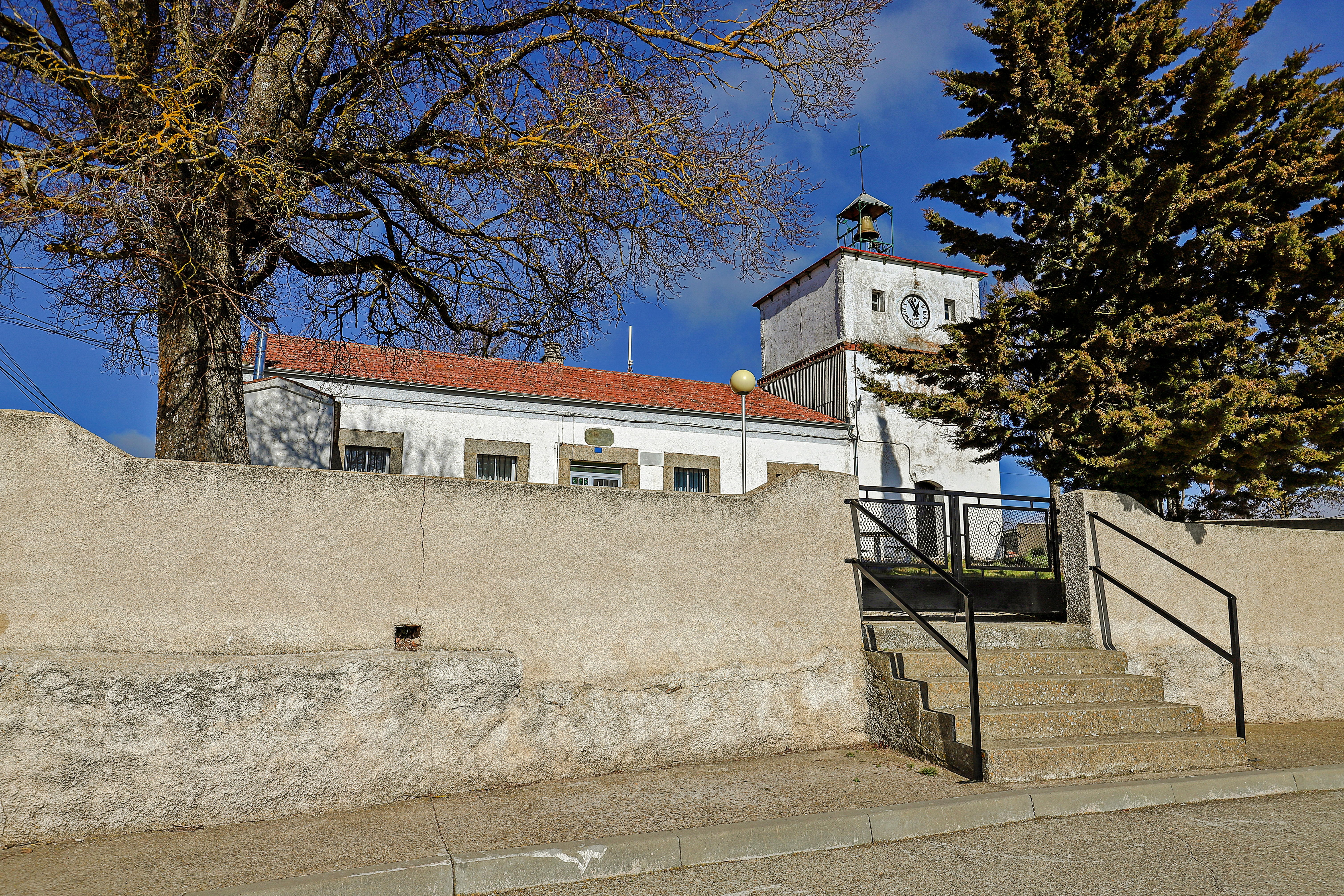
Torre del reloj.

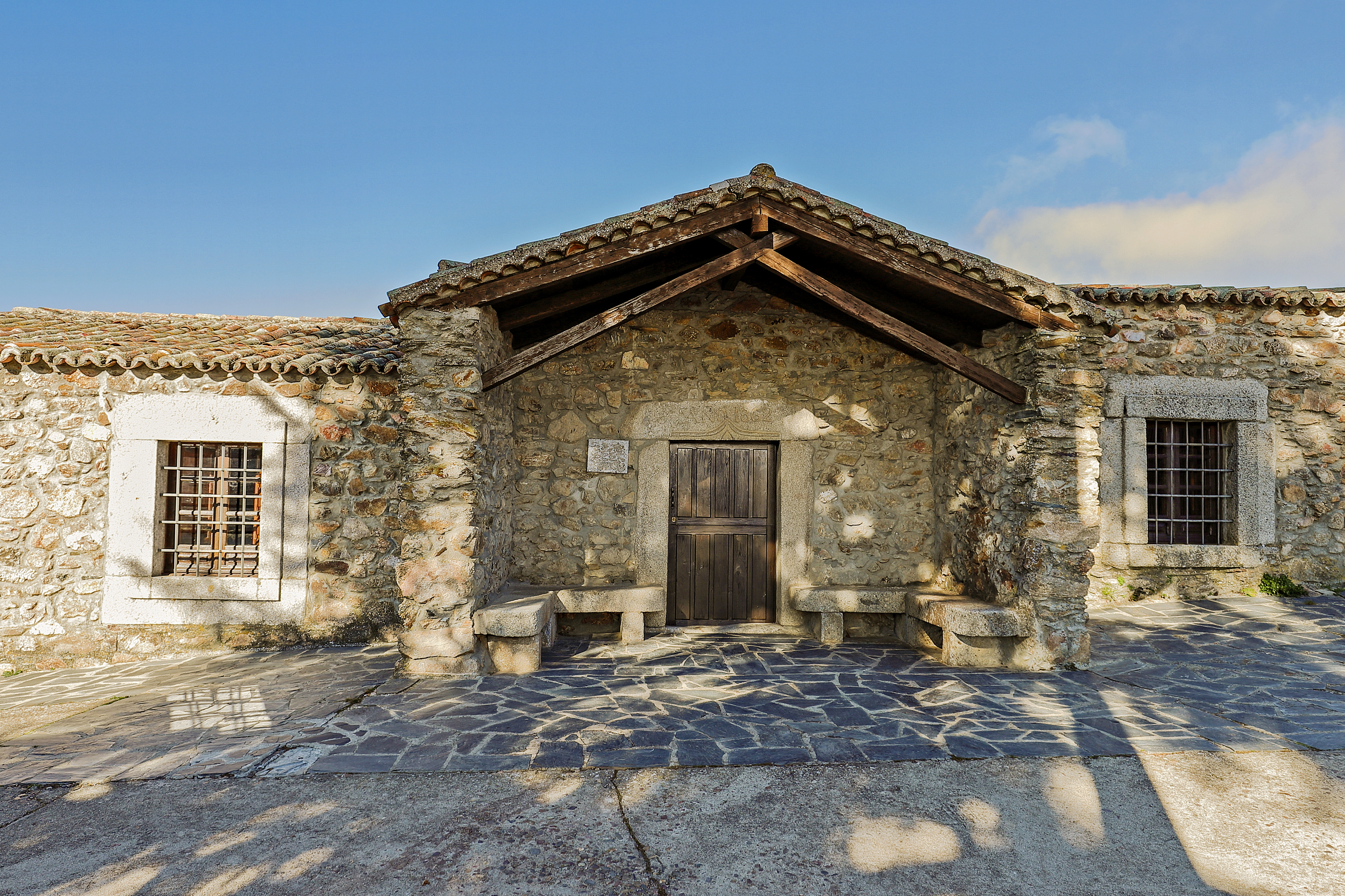
Casa donde nació Gabriel y Galán.

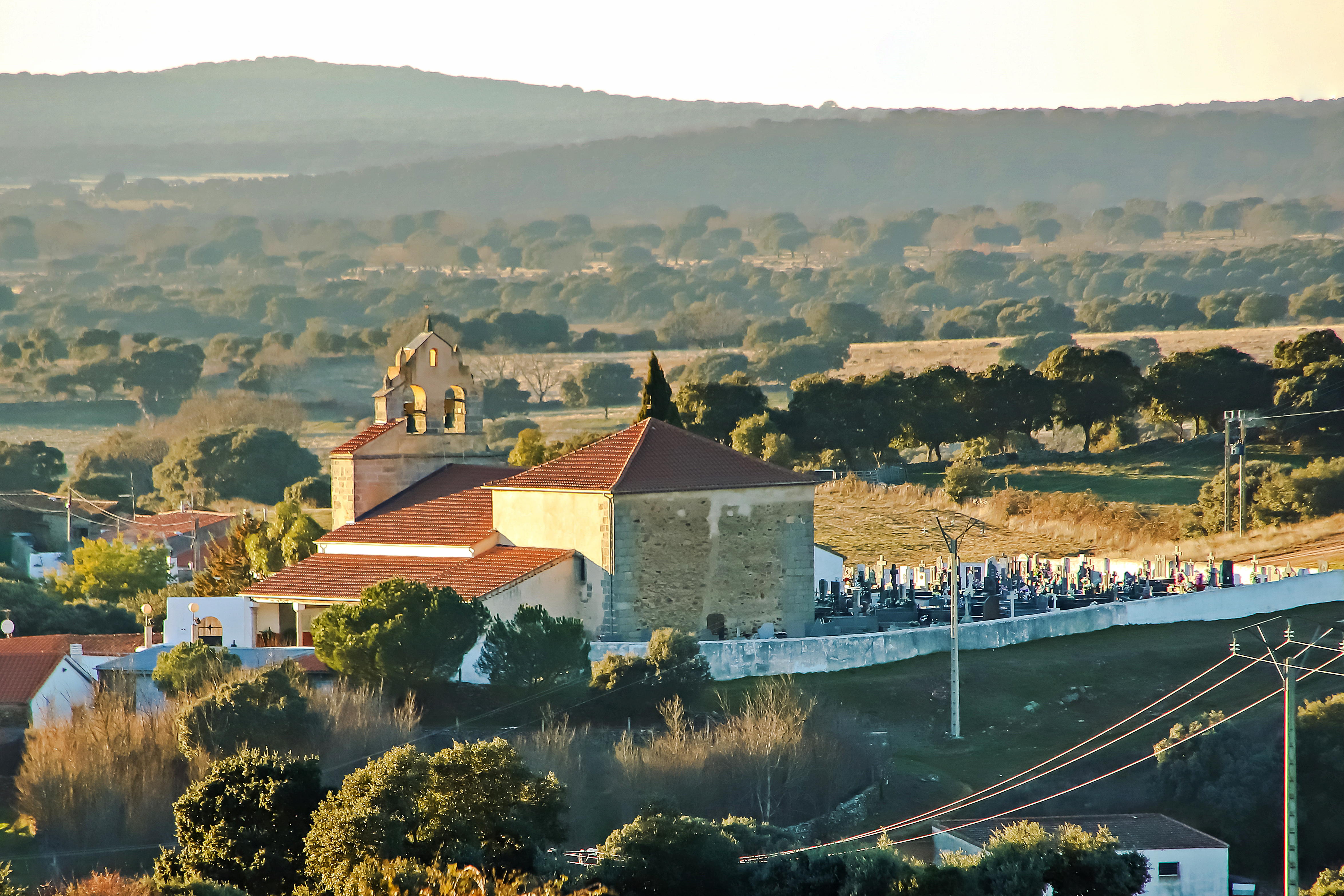
Iglesia de San Vicente.

## Demografía
Cuenta con una población de 167 habitantes (INE 2024).
| Gráfica de evolución demográfica de Frades de la Sierra entre 1842 y 2021 |
| |
| Población de derecho según los censos de población del INE Población de hecho según los censos de población del INEEn estos censos se denominaba Frades: 1842, 1857, 1860, 1877, 1887, 1897, 1900 y 1910 Entre el censo de 1981 y el anterior, crece el término del municipio porque incorpora a 37220 (Navaredonda de Salvatierra) |

Según el Instituto Nacional de Estadística, Frades de la Sierra tenía, a 31 de diciembre de 2018, una población total de 191 habitantes, de los cuales 105 eran hombres y 86 mujeres. Respecto al año 2000, el censo refleja 286 habitantes, de los cuales 150 eran hombres y 136 mujeres. Por lo tanto, la pérdida de población en el municipio para el periodo 2000-2018 ha sido de 95 habitantes, un 33% de descenso.
El municipio se divide en dos núcleos de población. De los 225 habitantes que poseía el municipio en 2018, Frades de la Sierra contaba con 176, de los cuales 94 eran hombres y 82 mujeres, y Navarredonda de Salvatierra con 15, de los cuales 11 eran hombres y 4 mujeres.

## Administración y política
| Partido político                              | 2019  | 2019  | 2019       | 2015  | 2015  | 2015       | 2011  | 2011  | 2011       | 2007  | 2007  | 2007       | 2003  | 2003  | 2003       |
| Partido político                              | %     | Votos | Concejales | %     | Votos | Concejales | %     | Votos | Concejales | %     | Votos | Concejales | %     | Votos | Concejales |
| Partido Popular (PP)                          | 32,65 | 48    | 2          | 36,08 | 57    | 1          | 42,77 | 71    | 3          | 43,82 | 78    | 1          | 40,38 | 84    | 3          |
| Partido Socialista Obrero Español (PSOE)      | 30,61 | 45    | 2          | 60,76 | 96    | 4          | 42,77 | 71    | 2          | 48,88 | 87    | 4          | 54,33 | 113   | 4          |
| Ciudadanos (Cs)                               | 30,61 | 45    | 1          | —     | —     | —          | —     | —     | —          | —     | —     | —          | —     | —     | —          |
| Coalición SI por Salamanca (SI)               | —     | —     | —          | —     | —     | —          | 5,42  | 9     | 0          | —     | —     | —          | —     | —     | —          |
| Unidad Regionalista de Castilla y León (URCL) | —     | —     | —          | —     | —     | —          | —     | —     | —          | 39,33 | 70    | 0          | —     | —     | —          |